# خوان كاسادو
خوان كاسادو (بالإسبانية: Juan Casado)‏ هو لاعب كرة قدم أرجنتيني، ولد في 15 يونيو 1980 في بوينس آيرس في الأرجنتين. لعب مع فيليز سارسفيلد.

## وصلات خارجية
- خوان كاسادو على موقع قاعدة بيانات كرة القدم.إي يو (الإنجليزية)
- خوان كاسادو على موقع Soccerway.com (الإنجليزية)